# Thriller (album)
Thriller is een album uit 1982 van Michael Jackson. Het was het zesde studioalbum en Jacksons tweede soloalbum bij Epic Records. Het werd uitgebracht op 30 november 1982. Het werd het populairste album van Jackson en zorgde voor internationale roem. In 2007 plaatste de National Association of Recording Merchandisers en de Rock and Roll Hall of Fame het album op de derde plaats van hun "Definitive 200" lijst, een compilatie waarvan wordt gedacht dat ze de beste albums aller tijden bevat. Uit het album kwamen zeven singles voort. Dit was tevens ongebruikelijk voor die tijd, waarbij meestal maar twee tot drie singles werden uitgegeven per album. Op drie van de zeven singles (The Girl Is Mine, Billie Jean en Thriller) verscheen als B-kant Can't Get Outta The Rain, een Off the Wall-outtake. Het album is in meerdere opzichten een mijlpaal in de popgeschiedenis. Het was in Nederland het bestverkochte album van 1983.

## Opname

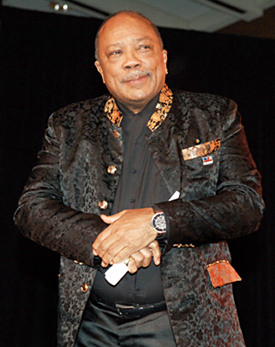
Quincy Jones, producent van Thriller.

De opnames vonden plaats tussen april en november 1982 in Westlake Recording Studios in Los Angeles. Het productie-budget bedroeg $750,000, bijgestaan door Quincy Jones. Michael Jackson zelf heeft vier van de negen nummers geschreven. Hij schreef de teksten echter niet op papier, maar dicteerde die via een memorecorder. Verscheidene leden van de band Toto waren ook betrokken bij de opnames. David Paich, Steve Lukather en Jeff Porcaro zijn bijvoorbeeld verantwoordelijk voor de muziek van bijna alle nummers op het album. Lukather speelt op dit album naast gitaar, ook basgitaar. In totaal zijn er meer dan 30 nummers opgenomen voor dit album.

### The Girl Is Mine
Op 14 april om 12:00 's middags begonnen de opnames voor het nummer The Girl Is Mine, een duet met Paul McCartney. McCartney was toentertijd goed bevriend met Michael Jackson. Ze namen ook nummers op voor McCartney's album Pipes of Peace, waarvan Say Say Say een grote hit werd. Maar toen Michael Jackson in 1985 de rechten van Beatles-nummers kocht, eindigde de vriendschap. Michael Jackson zei ooit dat het opnemen van het nummer een van zijn plezierigste momenten was in een studio.

### Someone in the Dark
In juni 1982 begon Jackson met de opnames van het ET Storybook, gebaseerd op de film E.T. the Extra-Terrestrial. Na het vertellen van het verhaal, zou hij het verhaal ondersteunen met een single: Someone in the Dark. Met het album won Jackson zelfs een Grammy Award voor 'Best Album for Children'. Maar het werd geen blijvend succes, want al snel maakte het album plaats voor het album Thriller, dat later die maand uitgebracht werd.

### Wanna Be Startin' Somethin'
Wanna Be Startin' Somethin' is oorspronkelijk geschreven voor Jacksons zus La Toya, over haar onrustige relatie met haar schoonzussen. Het nummer werd opgenomen voor Off the Wall, maar verscheen uiteindelijk niet op het album. In de herfst van 1982 werd het lied opnieuw opgenomen en geselecteerd voor de tracklist. De demo werd postuum uitgegeven op het album This Is It.

### Human Nature

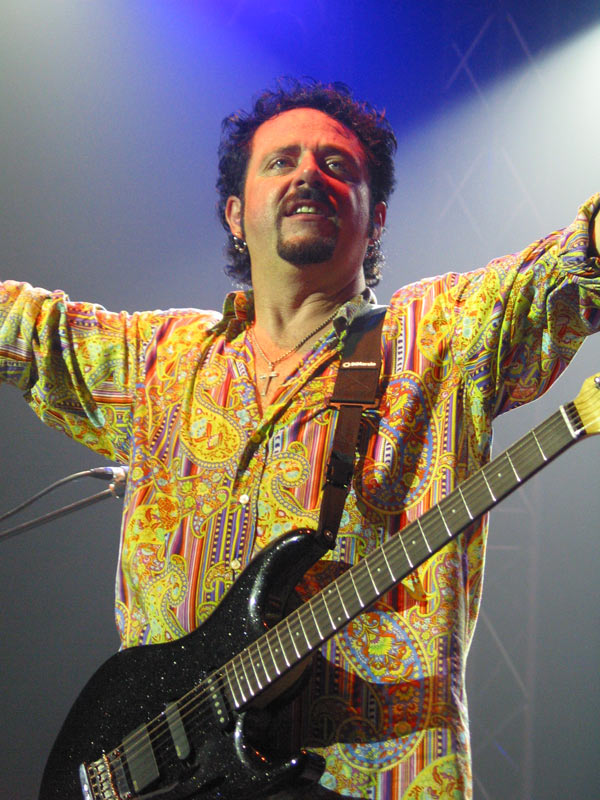
Steve Lukather speelde zowel gitaar als basgitaar op het album

Steve Porcaro, lid van de band Toto, heeft Human Nature geschreven, wat volgens Jackson 'de mooiste melodie heeft die hij ooit had gehoord'. David Paich stuurde een cassette op met demo's in de hoop om te worden geselecteerd voor het album. Jones vond zijn nummers onaangenaam, maar genoot van het nummer aan het eind van de cassette. John Bettis werd gevraagd om tekst te schrijven voor het lied. Het nummer was het laatste nummer dat geselecteerd werd voor Thriller. Het verving Carousel, dat uiteindelijk niet op het album terechtkwam. Human Nature werd in november 1982 opgenomen, een paar weken voor de uitgave van het album.

### Billie Jean
Billie Jean is opgenomen in 91 takes, waarvan de tweede take uiteindelijk op het album terechtkwam. De eerste take, bijgenaamd Home Demo from 1981, is bekend vanwege de onterecht gesuggereerde dronkenschap, omdat Jackson volstrekt willekeurige woorden gebruikt. De waarheid is echter dat Jackson nog geen volledige tekst had en de ontbrekende delen invulde met 'verzinsels'. Het verhaal achter Billie Jean berust gedeeltelijk op waarheid. Jackson kreeg ooit een brief met het verzoek om zelfmoord te plegen, met een pistool bijgeleverd. Hij was geschokt en probeerde het uit zijn hoofd te zetten. Maar later ontmoette hij het meisje in kwestie, die hem ervan beschuldigde de vader te zijn van een van haar zonen. Jaren later schreef hij de tekst, om ervan af te zijn. Op een dag reed hij op de snelweg en was diep in gedachten. Opeens kreeg hij een beat in zijn hoofd, die hij nooit eerder had gehoord. Jackson snelde naar de studio om 'm aan Jones voor te leggen.

### Beat It

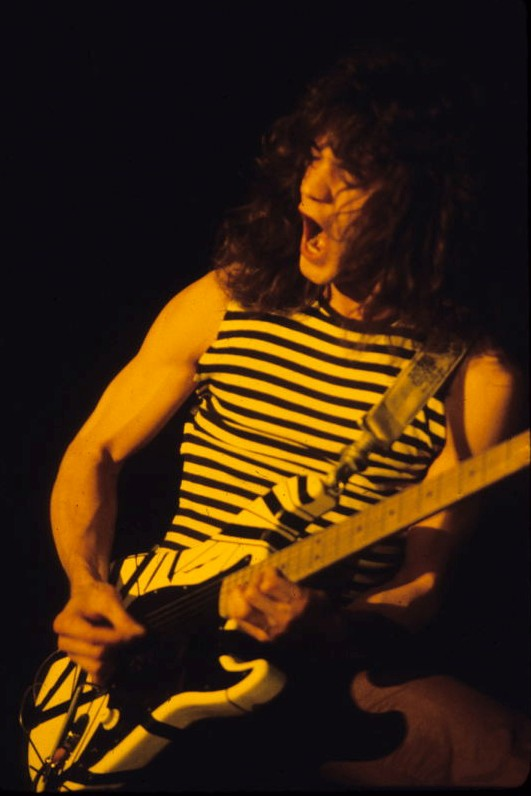
Eddie Van Halen verzorgde de gitaarsolo van Beat It.

Quincy Jones, overweldigd door het gitaarwerk van Eddie Van Halens Eruption, belde Van Halen op om Beat It met een gitaarsolo te ondersteunen. Toen Eddie Van Halen de studio binnenkwam, klopte hij op de deur. Gek genoeg was dit precies waar Jones en Jackson naar zochten en voegden het toe aan het nummer, vlak voordat de solo begon. De solo zelf is echter in een andere studio opgenomen, terwijl Jackson in een andere studio aan Billie Jean werkte.
Jackson had nog nooit eerder interesse getoond voor het rock-'n-roll-genre, toch schreef hij het nummer met die bedoeling.
De instrumentale intermezzo werd door Steve Lukather van de groep TOTO gespeeld.

### P.Y.T. (Pretty Young Thing)
P.Y.T. is een r&b-nummer waarbij Jacksons zussen La Toya en Janet op de achtergrond zijn te horen. De demo, geschreven door James Ingram, vond Jones maar niks. Jackson wilde meer tempo, dus Jones wijzigde bijna de gehele tekst en melodie. De demo verscheen op het album Michael Jackson: The Ultimate Collection. Ingram zei later in een interview dat Jones telkens in slaap viel en alleen wakker werd als hem iets gevraagd werd.

### Thriller
Toen Rod Temperton Thriller schreef dacht hij aan titels als Starlight of Midnight Man, maar besloot om het Thriller te noemen omdat hij dacht dat die titel beter zou verkopen. Vincent Price, een bekende van de vrouw van Jones, zou het laatste couplet verzorgen. Michael Jackson deed zelf acht weken over het opnemen van Thriller.
De vriendschap tussen Quincy Jones en Michael Jackson werd tijdens de opnames gespannen. Toen de negen nummers waren geselecteerd waren ze beiden ontevreden en mixte elk nummer. Jones twijfelde over Billie Jean, omdat dit misschien te persoonlijk was. Hij wilde de intro van het nummer inkorten, maar Jackson weigerde. Hij zei dat de intro hem juist het gevoel gaf om te dansen.
Queen-leadzanger Freddie Mercury gaf in een interview toe dat hij aanvankelijk ook op Thriller zou komen te staan. Freddie Mercury en Michael Jackson hadden indertijd drie nummers opgenomen. Een aantal mash-ups van hun samenwerking uit deze periode circuleert op het internet, de nummers There Must Be More to Life than This en State Of Shock. Het derde nummer, Victory, is nooit uitgelekt.
Nummers die in aanmerking kwamen, maar uiteindelijk niet op het album terechtkwamen, waren: Carousel, Nite Line, Trouble (ook: She's Trouble) en Hot Street (zie ook: "Outtakes"). Jackson heeft ook een demo opgenomen van Thriller, genaamd Starlight. Alleen Carousel en Hot Street zijn voltooid. Trouble is later gecoverd door Musical Youth, wat een van hun bekendste hits werd.

## Verkoopcijfers
Exacte verkoopcijfers voor het album zijn - zoals voor vrijwel elk album - moeilijk te bepalen. Algemeen wordt aangenomen dat Thriller het bestverkochte album aller tijden is wereldwijd, met een totaalverkoop die wordt geschat op ongeveer 110 miljoen exemplaren. Hierbij moet opgemerkt worden dat verkoopcijfers vaak worden overdreven en moeilijk te bewijzen zijn.
In de VS zijn er volgens de Recording Industry Association of America (RIAA) 33 miljoen exemplaren van het album verkocht, goed voor 33x platina. Het is daarmee het bestverkochte album aller tijden in de VS na Their Greatest Hits 1971-1975 van The Eagles dat  38 miljoen keer is verkocht.
In Nederland zijn van Thriller naar schatting iets meer dan 1 miljoen exemplaren verkocht. In de jaren 80 al werd het album 8x met platina onderscheiden, goed voor 800.000 exemplaren. Hoeveel er sindsdien zijn verkocht, is niet bekend.

## Stijl
Volgens Steve Huey van Allmusic waren de dance- en rock-nummers in vergelijking tot Off the Wall agressiever, en de ballads waren zachter en meer bezield. De muziek op het album is een combinatie van dance, funk, r&b en popmuziek, met een stijl die varieert van gepassioneerd en liefdevol ("Human Nature en Lady In My Life") tot ruig en energiek ("Beat it"). Van de negen nummers kwamen de zeven singles allemaal in de top-10 van de Amerikaanse hitparade.
Verantwoordelijk voor de muziek van bijna alle nummers zijn o.a. David Paich, Steve Lukather en Jeff Porcaro van de band Toto. De gitaarsolo in Beat It is van Eddie van Halen.
Tot de bekendste nummers van het album behoren "Billie Jean", "Beat it", "Thriller" en "The Girl Is Mine", een duet met Paul McCartney. Deze nummers gelden nog steeds als toonaangevend voor het oeuvre van Jackson.
Wanna Be Startin' Somethin' is een lied begeleid door bas en percussie in de achtergrond. De climax van het nummer ligt hem in het Afrikaanse mantra 'Mama Se, Mama Sa, Mama Coo Sa'. Het nummer bevat ook verwijzing naar Billie Jean: Billie Jean is always talking. Het duet tussen McCartney en Jackson, The Girl Is Mine, gaat over twee vrienden die ruzie maken over een vrouw. Dit lied bevat tevens een beroemd citaat: 'I'm a lover, not a fighter.' Thriller heeft een bovennatuurlijk thema, met vele geluidseffecten zoals een krakende deur, voetstappen en huilende wolven. Tijdens de laatste seconden van Thriller, kun je de speciale bulderlach van Vincent Price horen. Hij sprak ook een rap in aan het einde van Thriller. Het tweede stuk hiervan verscheen niet op het album Thriller, maar stond wel op Thriller - special edition en Thriller 25. In Billie Jean zingt Jackson over een geobsedeerde fan die beweert dat hij een kind bij haar verwekt heeft. Het anti-gang-lied Beat It is een hommage aan de West Side Story en werd Jacksons eerste succesvolle rocknummer. Human Nature is een ballad over een humeurige, maar in zichzelf gekeerde man. P.Y.T. (Pretty Young Thing) en The Lady In My Life gaven het album een mooie afsluiting met r&b-invloeden. Pretty Young Thing werd geschreven door Michael Jackson met hulp van Greg Phillinganes. Ronald Reagan zei tijdens Jacksons bezoek aan het Witte Huis: "Let's give some T.L.C. to the P.Y.T.'s. That may be a little Off The Wall but you know what I mean."

## Videoclips en racisme

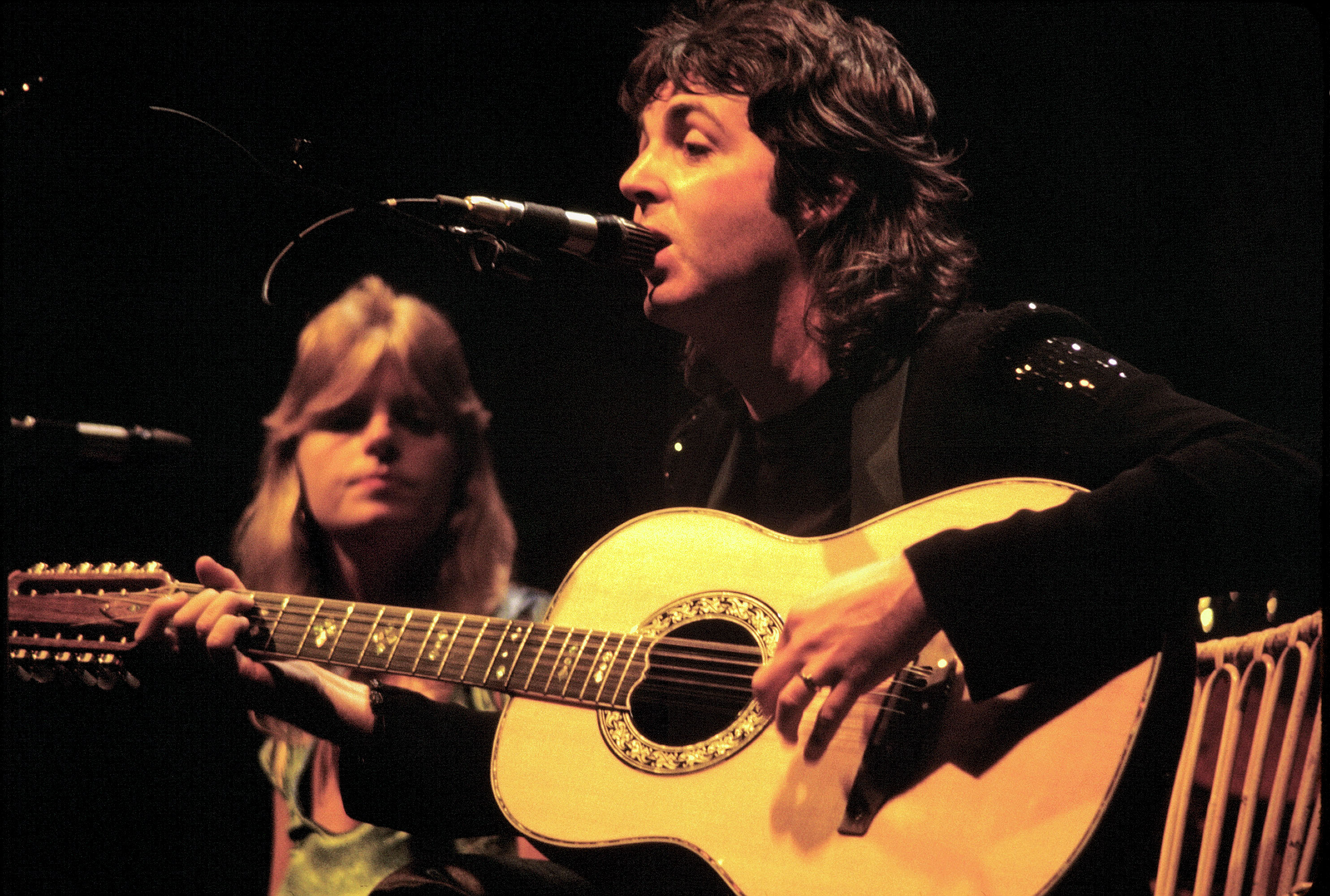
Ook The Girl Is Mine droeg bij aan de strijd tegen rassenscheiding in de Verenigde Staten.

Voor de uitgave van Thriller had Jackson moeite om zijn videoclips te promoten op MTV, omdat hij zwart was. Maar vanwege zijn grote succes met Thriller bleek MTV toch overtuigd te zijn en besloot zijn muziekvideo's uit te zenden. Dit hielp ook andere zwarte artiesten om hun positie te verbeteren. Zijn succes was ongekend voor een zwarte artiest in de jaren 80.
Jackson zag zijn muziekvideo's als een soort kunstvorm. Hij voegde een complexe verhaallijn, dans routines en special effects toe aan zijn video's, waardoor het een film-effect kreeg. Er kwamen drie 'Short Films' voort uit Thriller: Billie Jean, Beat It en Thriller.

## Heruitgaven
Op 16 oktober 2001 verscheen een speciale editie ter promotie van Invincible. Alle nummers werden geremasterd en er verscheen ook bonusmateriaal, waaronder de liedjes Carousel, Someone in the Dark en de originele Billie Jean Demo uit 1981. Op 8 februari 2008 werd Thriller 25 uitgebracht met Jackson als uitvoerend producent. Zeven bonusnummers werden bijgevoegd: For All Time, een kort stukje van een voice-oversessie met Vincent Price en vijf remixen met de Amerikaanse artiesten Fergie, will.i.am, Kanye West en Akon. Van dit album werden twee singles uitgegeven: Wanna Be Startin' Somethin' 2008 en The Girl Is Mine 2008.

## Nummers
| Nr. | Titel                                         | Schrijver(s)    | Producer(s)                   | Duur |
| --- | --------------------------------------------- | --------------- | ----------------------------- | ---- |
| 1.  | Wanna Be Startin' Somethin'                   | Michael Jackson | Quincy Jones, Michael Jackson | 6:03 |
| 2.  | Baby Be Mine                                  | Rod Temperton   | Jones                         | 4:20 |
| 3.  | The Girl Is Mine (In duet met Paul McCartney) | Jackson         | Jones, Jackson                | 3:42 |
| 4.  | Thriller (met Vincent Price)                  | Temperton       | Jones                         | 5:57 |

| Nr. | Titel                       | Schrijver(s)               | Producer(s)    | Duur |
| --- | --------------------------- | -------------------------- | -------------- | ---- |
| 5.  | Beat It                     | Jackson                    | Jones, Jackson | 4:18 |
| 6.  | Billie Jean                 | Jackson                    | Jones, Jackson | 4:54 |
| 7.  | Human Nature                | Steve Porcaro, John Bettis | Jones          | 4:06 |
| 8.  | P.Y.T. (Pretty Young Thing) | James Ingram, Quincy Jones | Jones          | 3:59 |
| 9.  | The Lady In My Life         | Temperton                  | Jones          | 5:00 |

| Nr. | Titel                                                           | Schrijver(s)                             | Producer(s) | Duur |
| --- | --------------------------------------------------------------- | ---------------------------------------- | ----------- | ---- |
| 10. | Someone in the Dark (soundtrack van E.T. the Extra-Terrestrial) | Alan Bergman, Marilyn Bergman, Temperton | Jones       | 4:54 |
| 11. | Billie Jean (originele demo opname)                             | Jackson                                  |             | 2:20 |
| 12. | Carousel                                                        | Michael Sembello, Don Freeman            | Jones       | 1:49 |

## Grammy Awards
- 1984 - Beat it - Best Male Rock Vocal Performance
- 1984 - Beat it - Record Of The Year
- 1984 - Billie Jean - Best Male R&B Vocal Performance
- 1984 - Billie Jean - Best R&B Song
- 1984 - Thriller - Album Of The Year
- 1984 -  Thriller - Best Engineered Recording, Non Classical
- 1984 - Thriller - Best Male Pop Vocal Performance

## Hitnotering
| "Thriller" in de Nederlandse LP Top 50/100 - binnen: 11-12-1982 | "Thriller" in de Nederlandse LP Top 50/100 - binnen: 11-12-1982 | "Thriller" in de Nederlandse LP Top 50/100 - binnen: 11-12-1982 | "Thriller" in de Nederlandse LP Top 50/100 - binnen: 11-12-1982 | "Thriller" in de Nederlandse LP Top 50/100 - binnen: 11-12-1982 | "Thriller" in de Nederlandse LP Top 50/100 - binnen: 11-12-1982 | "Thriller" in de Nederlandse LP Top 50/100 - binnen: 11-12-1982 | "Thriller" in de Nederlandse LP Top 50/100 - binnen: 11-12-1982 | "Thriller" in de Nederlandse LP Top 50/100 - binnen: 11-12-1982 | "Thriller" in de Nederlandse LP Top 50/100 - binnen: 11-12-1982 | "Thriller" in de Nederlandse LP Top 50/100 - binnen: 11-12-1982 | "Thriller" in de Nederlandse LP Top 50/100 - binnen: 11-12-1982 | "Thriller" in de Nederlandse LP Top 50/100 - binnen: 11-12-1982 | "Thriller" in de Nederlandse LP Top 50/100 - binnen: 11-12-1982 | "Thriller" in de Nederlandse LP Top 50/100 - binnen: 11-12-1982 | "Thriller" in de Nederlandse LP Top 50/100 - binnen: 11-12-1982 | "Thriller" in de Nederlandse LP Top 50/100 - binnen: 11-12-1982 | "Thriller" in de Nederlandse LP Top 50/100 - binnen: 11-12-1982 | "Thriller" in de Nederlandse LP Top 50/100 - binnen: 11-12-1982 | "Thriller" in de Nederlandse LP Top 50/100 - binnen: 11-12-1982 | "Thriller" in de Nederlandse LP Top 50/100 - binnen: 11-12-1982 | "Thriller" in de Nederlandse LP Top 50/100 - binnen: 11-12-1982 | "Thriller" in de Nederlandse LP Top 50/100 - binnen: 11-12-1982 | "Thriller" in de Nederlandse LP Top 50/100 - binnen: 11-12-1982 | "Thriller" in de Nederlandse LP Top 50/100 - binnen: 11-12-1982 | "Thriller" in de Nederlandse LP Top 50/100 - binnen: 11-12-1982 | "Thriller" in de Nederlandse LP Top 50/100 - binnen: 11-12-1982 | "Thriller" in de Nederlandse LP Top 50/100 - binnen: 11-12-1982 |
| Week:                                                           | 1                                                               | 2                                                               | 3                                                               | 4                                                               | 5                                                               | 6                                                               | 7                                                               | 8                                                               | 9                                                               | 10                                                              | 11                                                              | 12                                                              | 13                                                              | 14                                                              | 15                                                              | 16                                                              | 17                                                              | 18                                                              | 19                                                              | 20                                                              | 21                                                              | 22                                                              | 23                                                              | 24                                                              | 25                                                              | 26                                                              | 27                                                              |
| --------------------------------------------------------------- | --------------------------------------------------------------- | --------------------------------------------------------------- | --------------------------------------------------------------- | --------------------------------------------------------------- | --------------------------------------------------------------- | --------------------------------------------------------------- | --------------------------------------------------------------- | --------------------------------------------------------------- | --------------------------------------------------------------- | --------------------------------------------------------------- | --------------------------------------------------------------- | --------------------------------------------------------------- | --------------------------------------------------------------- | --------------------------------------------------------------- | --------------------------------------------------------------- | --------------------------------------------------------------- | --------------------------------------------------------------- | --------------------------------------------------------------- | --------------------------------------------------------------- | --------------------------------------------------------------- | --------------------------------------------------------------- | --------------------------------------------------------------- | --------------------------------------------------------------- | --------------------------------------------------------------- | --------------------------------------------------------------- | --------------------------------------------------------------- | --------------------------------------------------------------- |
| Positie:                                                        | 40                                                              | 16                                                              | 11                                                              | 7                                                               | 7                                                               | 4                                                               | 4                                                               | 3                                                               | 2                                                               | 2                                                               | 2                                                               | 1                                                               | 1                                                               | 1                                                               | 2                                                               | 4                                                               | 4                                                               | 5                                                               | 4                                                               | 3                                                               | 1                                                               | 1                                                               | 1                                                               | 1                                                               | 1                                                               | 1                                                               | 1                                                               |
| Week:                                                           | 28                                                              | 29                                                              | 30                                                              | 31                                                              | 32                                                              | 33                                                              | 34                                                              | 35                                                              | 36                                                              | 37                                                              | 38                                                              | 39                                                              | 40                                                              | 41                                                              | 42                                                              | 43                                                              | 44                                                              | 45                                                              | 46                                                              | 47                                                              | 48                                                              | 49                                                              | 50                                                              | 51                                                              | 52                                                              | 53                                                              | 54                                                              |
| Positie:                                                        | 1                                                               | 1                                                               | 1                                                               | 1                                                               | 1                                                               | 1                                                               | 1                                                               | 1                                                               | 1                                                               | 1                                                               | 1                                                               | 1                                                               | 1                                                               | 1                                                               | 1                                                               | 1                                                               | 4                                                               | 4                                                               | 7                                                               | 7                                                               | 8                                                               | 8                                                               | 11                                                              | 14                                                              | 12                                                              | 13                                                              | 13                                                              |
| Week:                                                           | 55                                                              | 56                                                              | 57                                                              | 58                                                              | 59                                                              | 60                                                              | 61                                                              | 62                                                              | 63                                                              | 64                                                              | 65                                                              | 66                                                              | 67                                                              | 68                                                              | 69                                                              | 70                                                              | 71                                                              | 72                                                              | 73                                                              | 74                                                              | 75                                                              | 76                                                              | 77                                                              | 78                                                              | 79                                                              | 80                                                              | 81                                                              |
| Positie:                                                        | 12                                                              | 8                                                               | 4                                                               | 4                                                               | 3                                                               | 3                                                               | 3                                                               | 5                                                               | 7                                                               | 7                                                               | 9                                                               | 8                                                               | 10                                                              | 11                                                              | 8                                                               | 6                                                               | 5                                                               | 4                                                               | 4                                                               | 4                                                               | 6                                                               | 6                                                               | 9                                                               | 11                                                              | 11                                                              | 11                                                              | 14                                                              |
| Week:                                                           | 82                                                              | 83                                                              | 84                                                              | 85                                                              | 86                                                              | 87                                                              | 88                                                              | 89                                                              | 90                                                              | 91                                                              | 92                                                              | 93                                                              | 94                                                              | 95                                                              | 96                                                              | 97                                                              | 98                                                              | 99                                                              | 100                                                             |                                                                 | 101                                                             | 102                                                             | 103                                                             | 104                                                             |                                                                 |                                                                 |                                                                 |
| Positie:                                                        | 17                                                              | 23                                                              | 25                                                              | 30                                                              | 26                                                              | 24                                                              | 22                                                              | 19                                                              | 19                                                              | 21                                                              | 21                                                              | 23                                                              | 23                                                              | 23                                                              | 34                                                              | 38                                                              | 39                                                              | 45                                                              | 45                                                              | uit                                                             | 93                                                              | 95                                                              | 77                                                              | 87                                                              | uit                                                             |                                                                 |                                                                 |

## Credits
| - Brian Banks - keyboard, synthesizer, programmering - Michael Boddicker - keyboard, synthesizer - Leon 'Ndugu' Chancler - drums - Paulinho da Costa - percussie - David Foster - keyboard, synthesizer - Gary Grant - trompet, bugel - Eddie Van Halen - gitaarsolo Beat It - Jerry Hey - trompet, bugel - Howard Hewett- achtergrondzang PYT - Bunny Hull - achtergrondzang Wanna Be Startin' Somethin en PYT - James Ingram achtergrondzang PYT en Wanna Be Startin' Somethin - Janet Jackson - achtergrondzang PYT - La Toya Jackson - achtergrondzang PYT - Michael Jackson - co-producent, lead- en achtergrondzang, drums, percussie - Paul Jackson jr.- gitaar - Louis Johnson - basgitaar - Quincy Jones - producent - Becky Lopez - achtergrondzang Wanna Be Startin Somethin en PYT | - Steve Lukather - gitaar, basgitaar - Anthony Marinelli - programmering synthesizer - Paul McCartney - zang The Girl Is Mine - David Paich - keyboard, synthesizer, programmering - Dean Parks - gitaar - Greg Phillinganes - keyboard, synthesizer, programmering - Jeff Porcaro - drums, hoorn, string-arrangement - Steve Porcaro - keyboard, synthesizer, programmering - Vincent Price - voice-over Thriller - Bill Reichenbach - trombone - Bruce Swedien - opname-technicus, mixer - Rod Temperton - keyboard, synthesizer - Julia Waters - achtergrondzang Wanna Be Startin' Somethin - Maxime Waters - achtergrondzang Wanna Be Startin' Somethin - Oren Waters - achtergrondzang Wanna Be Startin' Somethin - David Williams - gitaar - Larry Williams - saxofoon, fluit - Bill Wolfer - keyboard, synthesizer |